# Ала-Сулкиоярви
А́ла-Су́лкиоя́рви (фин. Ala-Sulkiojärvi) — озеро на территории Лоймольского сельского поселения Суоярвского района Республики Карелия.

## Общие сведения
Площадь озера — 1,1 км², площадь водосборного бассейна — 149 км². Располагается на высоте 144,0 метров над уровнем моря.
Форма озера лопастная, продолговатая: вытянуто с севера на юг. Берега каменисто-песчаные, местами заболоченные.
Через озеро протекает река Муаннонйоки.
В озере расположены четыре небольших острова без названия.
Населённые пункты возле озера отсутствуют. Ближайший — посёлок Райконкоски — расположен в 5,5 км к югу от озера.
Код объекта в государственном водном реестре — 01040300211102000013896.